# ری فولتون
ری فولتون (انگلیسی: Ray Fulton؛ زادهٔ ۲۴ سپتامبر ۱۹۵۳) بازیکن فوتبال اهل بریتانیا است.
از باشگاه‌هایی که در آن بازی کرده‌است می‌توان به باشگاه فوتبال ویلدستون و باشگاه فوتبال لیتون اورینت اشاره کرد.